# Приборкувач (мультфільм, 1970)
«Приборкувач» (рос. «Укротитель») — грузинський радянський мультфільм 1970 року кінорежисера Отара Андронікашвілі.

## Сюжет
Жарт про приборкувача, який не боїться диких звірів, але дуже боїться дружину. Для дорослих.